# Синепол Іван Іванович
Іван Іванович Синепол (1902, с. Бірки Синявського району Харківської області (нині — Гадяцький район Полтавської області) –1937) — професор, завідувач кафедри педагогіки Харківського ДПІ (1934), завідувач навчальної частини педагогічного інституту, заступник директора Харківського державного педагогічного інституту (1934–1937).

## Життєпис
І. І. Синепол народився 1902 року в с. Бірки Синявського району Харківської області (нині — Гадяцький район Полтавської області). На початку 1930-х років був аспірантом науково-дослідного інституту педагогіки. До 1937 року працював у Харкові професором народної освіти при Раді народних комісарів. І. І. Синепол був учителем, директором школи, викладав історію педагогіки в Харківському педагогічному інституті (нині — Харківський національний педагогічний університет імені Григорія Сковороди). 12 серпня 1937 року І. І. Синепол був заарештований. 26 жовтня 1937 року було оголошено найвищу міру покарання — розстріл із конфіскацією майна. Вирок приведено у виконання 27 жовтня у м. Києві.
Ім'я І. І. Синепола було реабілітоване в 1950-х роках за сприянням його доньки.

## Творчий доробок
Іван Синепол є автором статей із педагогіки та педології і методичних розробок, зокрема:
- «З підсумків роботи школи Харківської області»;
- «Поглибити військово-оборонну роботу в школі»;
- «Про помилки професора Залужного».